# Fade-out

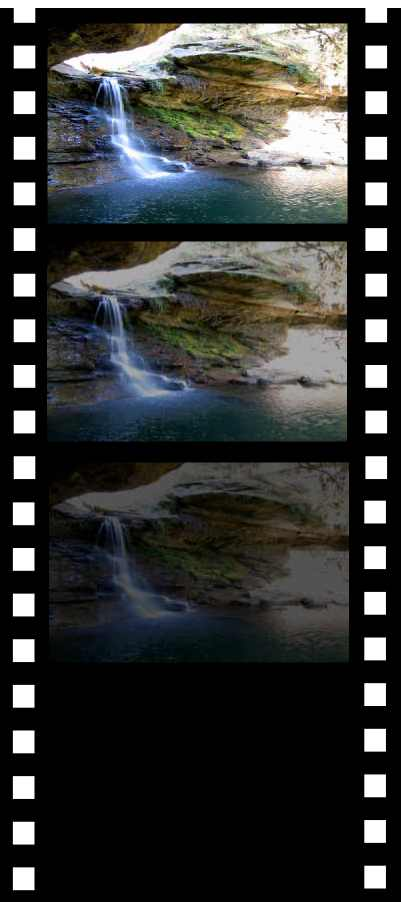
Fade-out bij film

Een fade-out is een manipulatie van een beeld- of geluidsbon.
In films en video's vloeit het beeld hierbij over in zwart (d.w.z. geen beeld). Een andere manier om een overgang van beeld naar geen beeld te bewerkstelligen, is het beeld te laten verdwijnen in een punt of het in kleine stukjes uiteen te laten vallen. Men spreekt dan van een 'dissolve' (het tegenovergestelde van een 'explode').
Bij geluidsopnamen wordt het geluid van het laatste deel van de opname geleidelijk verzwakt tot absolute stilte. Dit is een oplossing om muziekstukken die om diverse redenen geen einde bevatten (vaak wordt een refrein steeds herhaald) tot een einde te brengen. Bij radio-uitzendingen kan een fade-out worden gebruikt omdat een opname te lang duurt.
Bij een fade-in vindt het omgekeerde plaats.